# La Pieuvre (roman)
La Pieuvre est un roman policier de Paul Andréota publié en 1970.

## L'histoire
Une jeune américaine voyageant à travers la France est retrouvée morte dans un coin isolé de Haute-Provence. Aucun indice matériel sur place ne permet d'orienter l'enquête. La police essaye de recomposer son emploi du temps afin de trouver l'assassin.

## Composition du roman
Partant de rien, les enquêteurs découvrent que la jeune fille a eu des liaisons avec plusieurs hommes. Tous sont suspects et la plupart ont tenté de la rencontrer les jours précédant sa mort. Tous nient. Il s'ensuit une longue enquête de décomposition de tous les témoignages.

## Les thèmes du roman
- L'enquête policière (année 1970)
- les rapports 'hommes-femmes'
- les rapports de pouvoir entre le monde politique et monde judiciaire